# Dyersburg
Dyersburg è una città degli Stati Uniti d'America, situata nello Stato del Tennessee, nella Contea di Dyer, della quale è il capoluogo.